# 圣安多尼堂 (蒙泰罗索阿尔马雷)
圣安多尼堂（Eremo di Sant'Antonio del Mesco）是意大利拉斯佩齐亚省五渔村地区蒙泰罗索阿尔马雷的一座罗马天主教教堂。
该堂坐落在海拔311米的高处，可以瞭望五渔村全景。

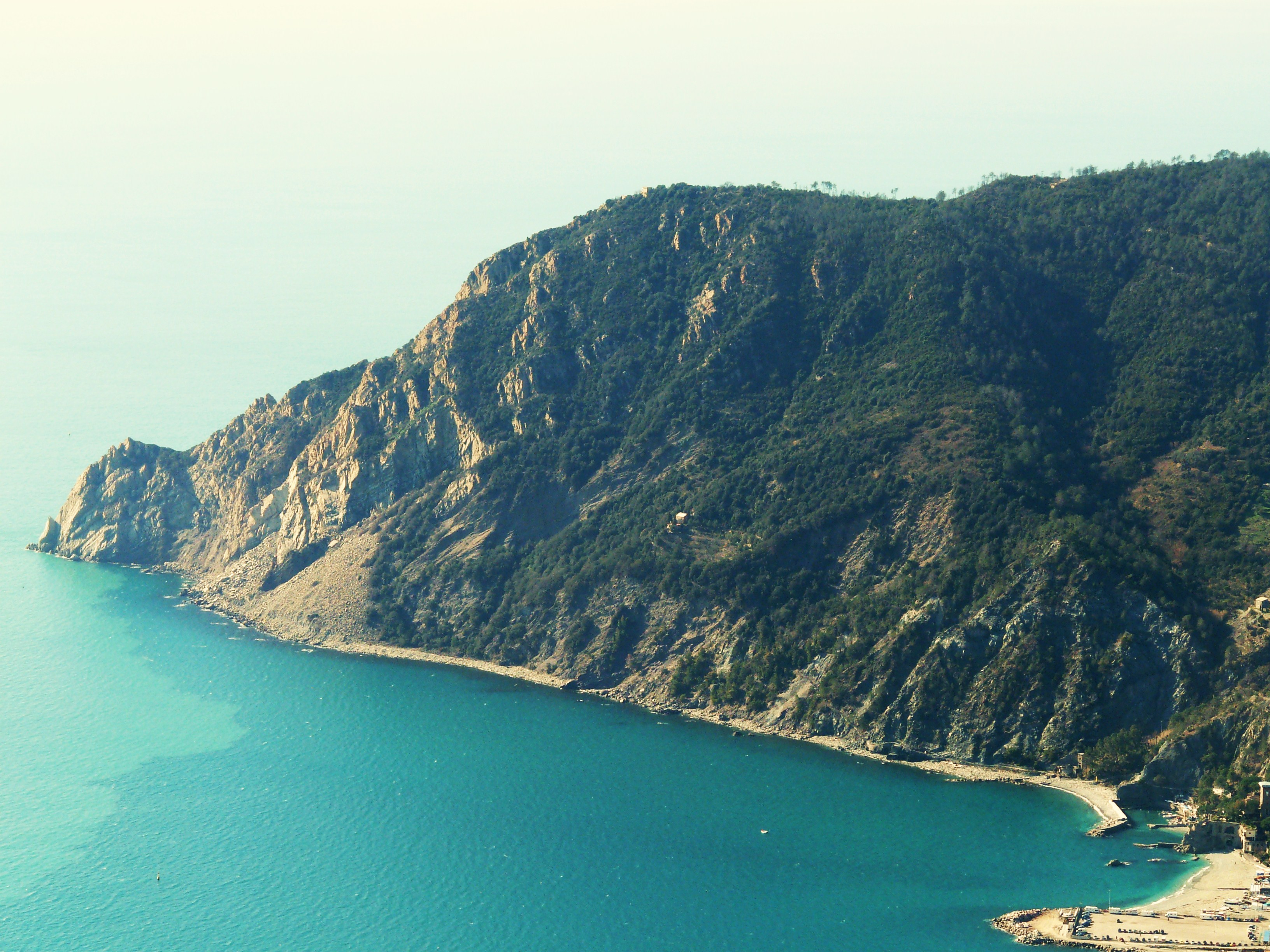

该堂为罗马式建筑，自1380年见于记载。